# Macrogastra mellae
Macrogastra mellae is een slakkensoort uit de familie van de Clausiliidae. De wetenschappelijke naam van de soort is voor het eerst geldig gepubliceerd in 1864 door Stabile.